# Christl Staffner
Christl Staffner, coniugata Herbert (Kitzbühel, 26 aprile 1940), è un'ex sciatrice alpina e sciatrice di velocità austriaca.

## Biografia

### Carriera sciistica
Sciatrice polivalente originaria di Kitzbühel, Christl Staffner debuttò in campo internazionale in occasione della Coppa Foemina 1958 (Abetone, 5-6 aprile), dove si classificò 16ª nella discesa libera, e l'anno dopo vinse lo slalom gigante di Obergurgl, arrivando 2ª nel trofeo di Hochsölden/Obergurgl (24-26 aprile); nel 1961 si piazzò 3ª sia nello slalom speciale di San Martino di Castrozza (11 febbraio), sia nello slalom gigante di Lenggries (26 febbraio) e 2ª sia nello slalom speciale del Grand Prix du Savoie (Méribel, 22-23 marzo).
Nel 1962 fu 2ª sia nello slalom speciale sia nella combinata della Coppa dei Tre Comuni Ladini (Val Gardena, 27-29 gennaio) e nel 1963 si classificò 3ª nella discesa libera pre-olimpica di Axamer Lizum (17 febbraio); disputò le sue ultime gare internazionali in occasione del trofeo Holmenkollen-Kandahar 1964 (Voss, 14-15 marzo). Si dedicò anche allo sci di velocità, stabilendo il primato mondiale di chilometro lanciato a Cervinia nel 1964 con 143,027 km/h; non prese parte a rassegne olimpiche o iridate.

### Altre attività
Durante la cerimonia di apertura dei IX Giochi olimpici invernali di Innsbruck 1964 Christl Staffner, che non era stata selezionata per rappresentare l'Austria, consegnò la torcia olimpica all'ultimo tedoforo, Josef Rieder; dopo il ritiro fu maestra e allenatrice di sci negli Stati Uniti e in Nuova Zelanda e gareggiò a lungo nella categoria "masters". È madre della snowboarder Birgit Herbert.

## Palmarès

### Campionati austriaci
- 3 medaglie:
  -  1 argento (combinata nel 1962)
  -  2 bronzi (slalom gigante, slalom speciale nel 1962)[senza fonte]

## Riconoscimenti
- KSC Sportehrenzeichen in Silber (1994)[1]